# Haus Dinefwr

Mittelalterliche Königreiche in Wales

Die Dinefwr-Dynastie, auch Haus Dinefwr, war eines der Königshäuser von Wales, die auf Rhodri den Großen (walisisch Rhodri Mawr), auch Rhodri ap Merfyn Frych (Rhodri, Sohn des Merfyn des Sommersprossigen) (* ca. 820; † 878) zurückgehen. Dieser war König von Gwynedd (844 bis 878), König von Powys (854 bis 878) und König von Seisyllwg (855 bis 878) und damit Herrscher eines Großteils von Wales.
Nach seinem Tod wurden seine Söhne Anarawd ap Rhodri, König von Gwynedd (878–916) und Cadell ap Rhodri, König von Seisyllwg zu Stammvätern zweier Linien.
Die Linie des älteren Sohnes regierte das Königreich (später Fürstentum) Gwynedd bis 1283 (Gefangennahme von Dafydd III. Fürst von Gwynedd durch König Eduard I. von England).

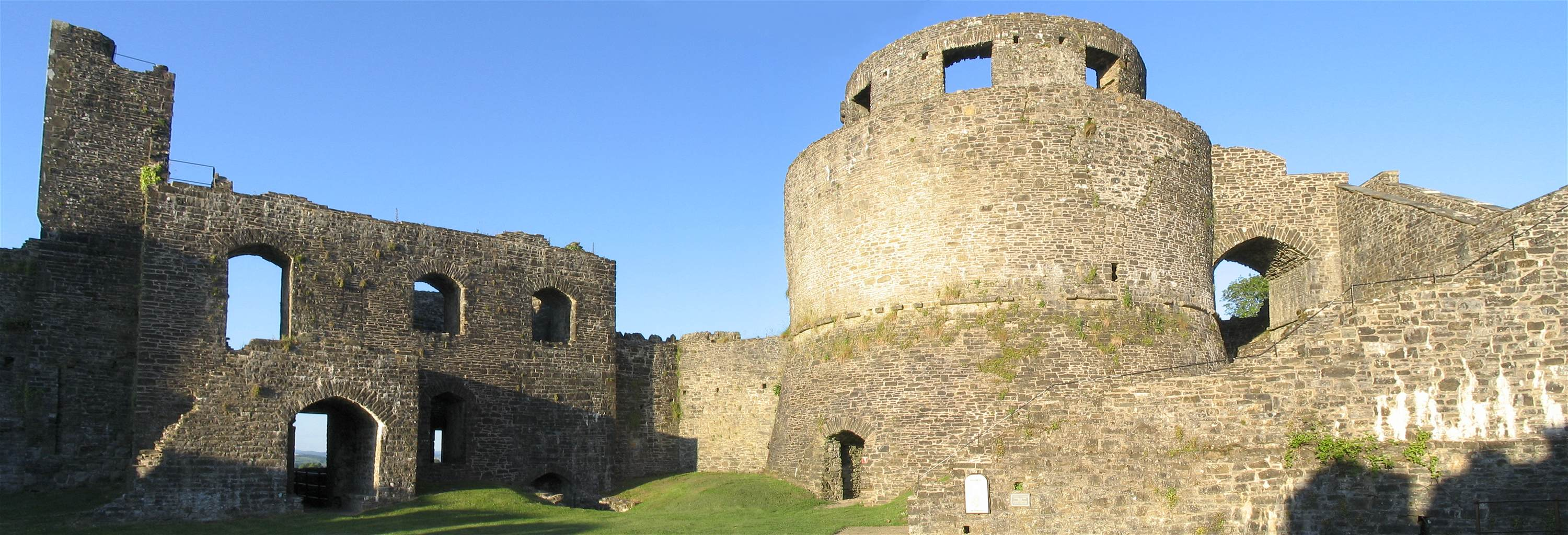
Dinefwr Castle

Die hier zu behandelnde jüngere Linie, die von Rhodris jüngerem Sohn, Cadell ap Rhodri ausgeht, wurde als Dinefwr-Dynastie oder englisch „House of Dinefwr“ bezeichnet. Diese leitet ihren Namen von Dinefwr Castle (Burg Dinefwr) ab, die angeblich im 9. Jahrhundert von König Rhodri zur Sicherung seiner Herrschaft nahe der Stadt Llandeilo am Ufer des Flusses Tywi im heutigen Carmathenshire in Wales erbaut worden war. Da dessen Enkel, König Hywel Dda ap Cadell ap Rhodri die Festung Dinefwr zu seinem Regierungssitz machte, wurde deren Namen zur Bezeichnung der ganzen Dynastie.
Diese Dynastie regierte das Königreich (später: Fürstentum) Deheubarth, das König Hywel Dda durch Zusammenlegung der walisischen Königreiche von Seisyllwg und Dyfed im ersten Jahrzehnt des zehnten Jahrhunderts geschaffen hatte, mit kurzen Unterbrechungen bis 1201, dem Tod von Gruffydd ap Rhys Fürst von Deheubarth (1197–1201). Dieser hinterließ zwei Söhne, die jedoch nicht als Fürsten nachfolgten.

## Stammreihe (auszugsweise)

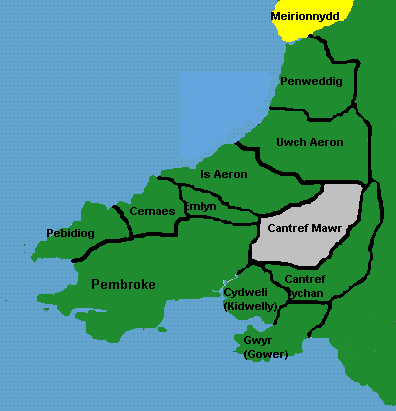
Cantrefi von Deheubarth (circa 1160)

- Cadell ap Rhodri, König von Seisyllwg (878–909) ⚭ Ne
- Hywel Dda (Howell der Gute), König von (fast) ganz Wales (909–950), König von Dyfed c. 904, König von Seisyllwg 909, König von Gwynedd 942 † 950 ⚭ Elen ferch Llywarch, T. v. Llywarch ap Hyfaidd König von Dyfed

- Rhodri ap Hywel Dda, König von Deheubarth (950–953)
- Edwin ap Hywel Dda (950–954)
- Owain ap Hywel Dda (950–988)

Näherer Stammvater war:
- Owain ap Hywel Dda, König von Deheubarth (Seissllwg und Dyfed) (950–988), regiert gemeinsam mit seinen älteren Brüdern Rhodri († 953) und Edwin († 954), dann alleine. ⚭ Ne.

- Einion ap Owain, † 984

- Edwin ap Einion

- Hywel ap Edwin, König von Deheubarth (1033–1044), konnte nach Usurpationen durch Llywelyn ap Seissyll (999–1023) und Rhydderch ap Iestin (1023–1033) die Krone wieder für seine Familie gewinnen.
- Maredudd ap Edwin regiert mit seinem Bruder Hywel (1033–1035)
- Owain ap Edwin

- Maredudd ap Owain, König von Deheubarth (1063–1072), regierte nach einer Unterbrechung der Herrschaft durch Gruffydd ap Llywelyn (1044–1063) König von Gewynedd und Powys (1039–1063)
- Rhys ab Owain ab Edwin, König von Deheubarth (1072–1078)

- Cadell ap Einion

- Tewdwr ap Cadell

- Rhys ap Tewdwr, König von Deheubarth (1078–1093)

- Maredudd ab Owain, König von Deheubarth (988–999) ⚭ Ne

- Angharad ferch Maredudd (Nachkommen aus beiden Ehen) ⚭1.) Llywelyn ap Seisyll König von Gwynedd, folgt auf seinen Schwiegervater als König von Deheubarth (999–1023) ⚭2.) Cynfyn ap Gwerstan, ein Adeliger aus Powys

Sohn aus erster Ehe:
- Gruffydd ap Llywelin, König von Gwynedd und Powys (1030–1063) folgt als König von Deheubarth (1044–1063) ⚭ Ealdgyth von Mercia, eine Tochter von Ælfgar, Earl of Mercia.

- Nest ferch Gruffydd ⚭ Osbern FitzRichard, Lord von Richard´s Castle und Byton

Der nähere Stammvater war:
- Rhys ap Tewdwr, König von Deheubarth (1078–1093) ⚭ Ne
- Gruffydd ap Rhys, Fürst von Deheubarth (1135–1137); wurde zunächst nach Irland genommen, kehrte 1113 zurück und konnte 1135 die Herrschaft übernehmen. ⚭ 1.) Ne;  ⚭ 2.) 1016 Gwenllian ferch Gruffydd, eine Tochter von Gruffydd ap Cynan, König von Gwynedd (1081–1137)

Aus der ersten Verbindung stammen:
- Anarawd ap Gruffydd, Fürst von Deheubarth (1137–1143)
- Cadell ap Gruffydd, Fürst von Deheubarth (1143–1153)

Aus der Ehe mit Gwenllian ferch Gruffydd ap Cynan stammen
- Maredudd ap Gruffydd, Fürst von Deheubarth (1153–1155)
- Rhys ap Gruffydd, Fürst von Deheubarth (1153–1197), genannt Lord Rhys

Der nähere Stammvater war:
- Rhys ap Gruffydd, Fürst von Deheubarth (1153–1197), Lord Rhys (* 1132, † 28. April 1197), ⚭ Gwenellian ferch Madog von Powys, Tochter von Madog ap Maredudd, König von Powys (1132–1160)

- Gruffydd ap Rhys II. Fürst von Deheubarth (1197–1201) ⚭ 1189 Matilda de Braose, Tochter des William de Braose. Er war in weiblicher Linie ein Vorfahre von Owain Glyndŵr

Nach seinem Tod kam das Fürstentum Deheubarth unter die Kontrolle der Fürsten von Gwynedd, wodurch die Angehörigen der Dinefwr-Dynastie statt als Könige oder Fürsten nur noch als „Lords“ – und das nur über einzelne Teile – des ihres ererbten Fürstentums herrschten.
- Rhys Gryg (Rhys der Heisere) ap Rhys, war ein jüngerer Bruder von Gruffydd ap Rhys II. Er kontrollierte 1216 nur noch Teile der Provinzen Cantref Mawr und Cantref Brychan († 1234) ⚭ Joan de Clare, Tochter von Richard de Clare, Earl of Hertford

- Rhys Mechyll ap Rhys Gryg, Lord von Dinefawr, † 1244 ⚭ Mathilda de Braose, Tochter von Reginald de Braose
- Maredudd ap Rhys Gryg, Lord von Cantref Mawr, † 1271

- Rhys ap Maredudd, Lord von Cantref Mawr (1271–1283), 1292 hingerichtet.

- Maredudd ap Rhys, Lord von Cantref Brychan, † fällt 2. Juli 1201
- Maelgwn ap Rhys, Lord von Ceredigion (* ca. 1170, † 1230) (Nachkommen)
- Gwenellian ferch Rhys ⚭ Ednfed Fychan ap Cynwrig, Seneschall von Gwynedd (Ferner Stammvater des Hauses Tudor in männlicher Linie.)

## Weitere Nachkommen
Bemerkenswert sind zwei Nachkommen in weiblicher Linie die wohl zu den berühmtesten Walisern zählen:
- Owain Glyndŵr (um 1355–um 1416), war ein walisischer Nationalheld, der am Ende des 14. Jahrhunderts – vergeblich – versuchte, die Herrschaft Englands abzuschütteln und die walisische Unabhängigkeit wiederherzustellen (Rebellion von Owain Glyndŵr). Der Legende nach sei er nicht gestorben, sondern warte auf den richtigen Zeitpunkt, um die walisische Unabhängigkeit wiederherzustellen.[4] Er war in männlicher Linie ein Nachkomme von Gruffydd Maelor ap Madog, Lord von Powys Fadog. In weiblicher Linie stammte er von Gruffydd ap Rhys, Fürst von Deheubarth (1197–1201) aus der Dinefwr-Dynastie ab. Dies, da seine Mutter, Elen ferch Thomas (of Iscoed) eine Nachkommin 5. Generation von dessen Sohn, Owain ap Gruffydd († StrataFlorida 18. Jänner 1236) war.[3]

- Owen Tudor (um 1400–1461) wurde durch seine Ehe mit der Witwe des englischen Königs Heinrich V., Catherine de Valois (1401–1437) zum Stammvater des Hauses Tudor, stammte in männlicher Linie von Ednyfed Fychan ap Cynwrig, Seneschall des Königreiches Gwynedd († 1246) ab. In weiblicher Linie war er unter anderem ein Nachkomme des Rhys ap Gruffydd, Fürst von Deheubarth (1153–1197) aus der Dinefwr-Dynastie, da dessen Tochter Gwenellian den oben genannten Ednyfed Fychan ap Cynwrig heiratete. Deren Enkel, Tudur Hen († 1311) war der Namensgeber der späteren Dynastie, die mit Gwenellians Nachkommen in siebter Generation, Harri Tewdwr, dem Enkel von Owen Tudor, als Heinrich VII. (1485–1509) den Thron von England bestieg.

Damit waren sowohl der größte walisische Rebell gegen die englische Herrschaft als auch der Waliser, der schließlich – in Umkehrung der Verhältnisse – die Herrschaft über das Königreich England übernahm, Nachkommen der Dinefwr-Dynastie.